# Katharina Pabel

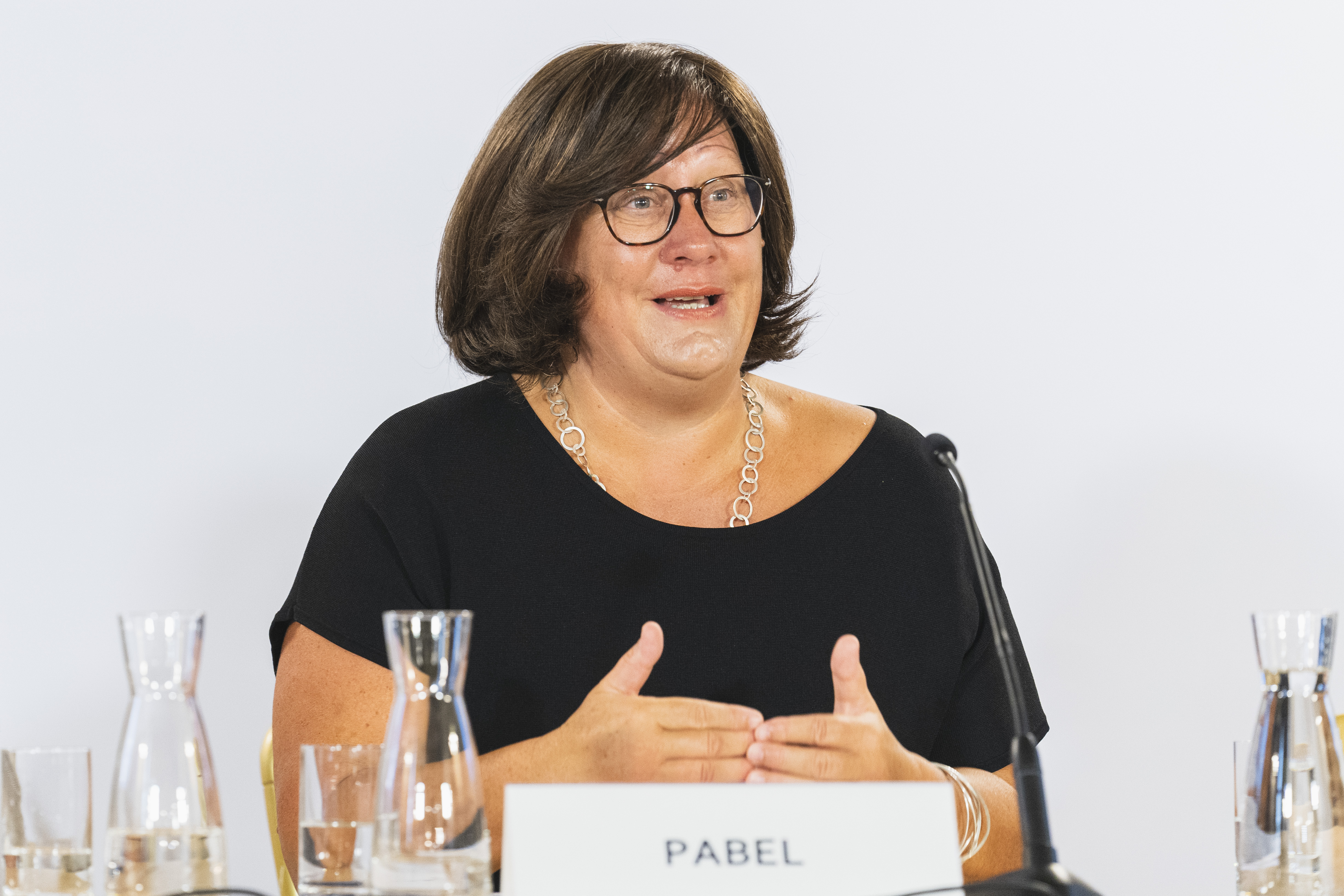
Katharina Pabel (2019)

Katharina Pabel (* 13. Januar 1969 in Bonn) ist eine deutsch-österreichische Rechtswissenschaftlerin. Sie lehrt als Professorin für Europarecht und Internationales Recht an der Wirtschaftsuniversität Wien.

## Ausbildung
Katharina Pabel studierte ab 1988 Rechtswissenschaften an der Universität Bonn. Die juristischen Staatsexamina legte sie 1993 und 1997 ab. Im Jahr 2001 wurde sie unter Betreuung von Christoph Grabenwarter mit einer Arbeit zu „Grundfragen der Kompetenzordnung im Bereich der Kunst“ promoviert. Nach der Promotion war sie Assistentin an der Universität Graz und an der Wirtschaftsuniversität Wien. 2009 wurde sie mit einer Arbeit über „Die Kontrollfunktion des Parlaments“ habilitiert. Für ihre Habilitationsschrift wurde sie mit dem Leopold-Kunschak-Preis und dem Kardinal-Innitzer-Förderungspreis für Rechts- und Staatswissenschaften ausgezeichnet.

## Beruflicher Werdegang
Nach einem Lehrauftrag in Bonn und einer Lehrstuhlvertretung in Köln wurde Pabel im Jahr 2010 Professorin in Linz. Von 2011 bis 2015 war sie Vorständin des dortigen Instituts für Verwaltungsrecht und Verwaltungslehre. Ab 2015 war sie Dekanin der Rechtswissenschaftlichen Fakultät an der JKU Linz. Mit März 2020 nahm Katharina Pabel einen Ruf auf eine Professur am Institut für Europarecht und Internationales Recht an der Wirtschaftsuniversität Wien wahr.
Sie ist österreichisches Ersatzmitglied der Venedig-Kommission des Europarates und wurde 2012 Mitglied im „Human Rights Council Advisory Committee“ beim Hohen Kommissar der Vereinten Nationen für Menschenrechte.
Von der Bundesregierung Kurz I wurde sie im Mai 2018 für eine sechsjährige Funktionsperiode ab Oktober 2018 als Nachfolgerin von Maria Berger als Richterin am Europäischen Gerichtshof nominiert. Laut Presseberichten verzichtete Pabel im Juni 2018 nach einem Hearing auf die Nominierung.
Für die Funktionsperiode 2023 bis 2028 wurde sie als Nachfolgerin von Heinrich Schaller zur Vorsitzenden des Universitätsrates der JKU Linz gewählt.
Pabel ist zudem ad-hoc-Richterin am Europäischen Gerichtshof für Menschenrechte.
Von Integrationsministerin Susanne Raab (ÖVP) wurde sie ab Frühjahr 2024 gemeinsam mit weiteren Experten damit beauftragt Leitlinien für die österreichische Leitkultur zu definieren. Kritik an ihrer Nominierung kam von der SPÖ, die ihr vorwarf eine „erzkonservative Abtreibungsgegnerin“ zu sein.

## Auszeichnungen
- 2010: Kardinal-Innitzer-Förderungspreis für Rechts- und Staatswissenschaften
- 2011: Leopold-Kunschak-Preis

## Publikationen (Auswahl)
- (mit Christoph Grabenwarter:) Europäische Menschenrechtskonvention. 5. Auflage, Beck, München 2012, ISBN 978-3-406627644.
- Grundfragen der Kompetenzordnung im Bereich der Kunst. Duncker und Humblot, Berlin 2003, ISBN 978-3-428107100 (zugleich Dissertation).